# Gala UCIN 2015
Gala UCIN 2015 a fost festivitatea de ierarhizare a creației cinematografice românești difuzate în anul 2014. Evenimentul a fost acoperit în documentarul TVR Gala Premiilor UCIN 2014 (making of).

## Juriu
- Membri
  - Laurențiu Damian
  - Marina Constantinescu
  - Margareta Pâslaru
  - Ana Ularu
  - Petru Lucaci
  - Titus Vîjeu
  - Alexandru Sterian
  - Mihai Ionescu
- Președinte 
  - Cristian Tudor Popescu[2][3]

## Câștigători
| Premiu                                               | Câștigător                                      | Titlu                                                                       | Rol         |
| ---------------------------------------------------- | ----------------------------------------------- | --------------------------------------------------------------------------- | ----------- |
| Marele Premiu și Trofeul Uniunii Cineaștilor         | Nae Caranfil                                    | Closer to the Moon                                                          | regizor     |
| Premiul pentru regie                                 | Nae Caranfil                                    | Closer to the Moon                                                          |             |
| Premiul pentru interpretare masculină „Geo Barton”   | Sorin Leoveanu                                  | Q.E.D.                                                                      | Sorin Pîrvu |
| Premiul pentru interpretare feminină                 | Clara Vodă                                      | Noaptea vine în India                                                       | Dana        |
| Premiul pentru scenariu                              | Nae Caranfil                                    | Closer to the Moon                                                          |             |
| Premiul pentru imagine                               | Marius Panduru                                  | Closer to the Moon                                                          |             |
| Premiul pentru montaj                                | Cătălin Cristuțiu                               | Closer to the Moon                                                          |             |
| Premiul pentru coloana sonoră                        | Mihai Orășanu                                   | Cripta                                                                      |             |
| Premiul pentru muzica de film originală              | Paul Ilea                                       | Planșa Shakespeare by and by Căciuleanu — making-of Folia, Shakespeare & Co |             |
| Premiul pentru scenografie                           | Cristian Niculescu                              | Closer to the Moon                                                          |             |
| Premiul pentru costume                               | Svetlana Mihăilescu                             | Q.E.D.                                                                      |             |
| Premiul pentru machiaj                               | Miruna Panaitescu, Dana Angelescu, Adelina Popa | Q.E.D.                                                                      |             |
| Premiul pentru film documentar                       | Răzvan Georgescu                                | Pașaport de Germania                                                        |             |
| Premiul pentru scurt metraj de fictiune              | Radu Jude Andrei Crețulescu                     | Trece și prin perete Kowalski                                               |             |
| Premiul Opera Prima „Alexandru Tatos”                | Andrei Gheorghe                                 | Planșa                                                                      |             |
| Premiul Special al Uniunii Cineaștilor „Iurie Darie” | Silvian Vâlcu                                   | Planșa                                                                      | Alex        |
| Premiul pentru film de animație                      | Ion Truica                                      | Obeliscul                                                                   |             |
| Diploma pentru cel mai bun film al anului            | Nae Caranfil                                    | Closer to the Moon                                                          |             |

## Legături externe
- Pemiile UCIN pe anul 2014, youTube
- Conferință de presâ Gala Pemiilor UCIN 2015, youTube
- Premiile UCIN pe anul 2014 - site oficial, ucin.ro